# ATB Verbeterde versie
ATB-Verbeterde versie, afgekort ATB Vv, is een systeem voor automatische treinbeïnvloeding dat afdwingt dat treinen automatisch stoppen vóór een stoptonend sein. Het is met grote mate van zekerheid effectief bij snelheden tot 40 km/h. Tot 70 km/h is er wel zekerheid dat de trein tot stilstand komt, maar niet dat de trein vóór het stoptonende sein (STS) tot stilstand komt.
ATB Vv wordt vanaf 2008 in gebruik genomen als aanvulling op ATB Eerste Generatie (ATB-EG). ATB Vv is het eerst aangelegd voor bijzondere gevaarpunten (zoals een wissel of kruising) en op plaatsen waar de kans op STS-passages het grootst was.

## Voorgeschiedenis
De aanleiding voor de ontwikkeling van ATB Vv is het te hoge aantal onterechte STS-passages. ATB-EG is alleen in staat om maximumsnelheden te bewaken, de laagste snelheid die ATB-EG kan bewaken is 40 km/h. ATB-EG voorkomt geen STS-passages en waarschuwt ook niet als dit gebeurt. Op stationsemplacementen geldt een maximumsnelheid en is geen ATB-EG aangelegd omdat het hier geen toegevoegde waarde biedt. ATB Vv is ontworpen om STS-passages te voorkomen en is daarom juist goed toepasbaar op stationsemplacementen.
Voor het voorkomen van STS-passages zijn door de spoorsector diverse technische oplossingsrichtingen bestudeerd. Uit deze oplossingsrichtingen is het ontwerp van NedTrain Consulting genaamd ATB-plus-plus gekozen. Dit ontwerp is in 2005 gerealiseerd en met succes getest. ATB-plus-plus maakt, net als het bestaande ATB-EG-systeem, gebruik van inductieve overdracht van baan naar voertuig. Het verschil is dat de verzending van de toegevoegde signalen niet gebeurt door het coderen van de spoorstroomloop, maar wordt gerealiseerd met behulp van bakens aan de buitenzijde van de rechter spoorstaaf. De ontvangst aan treinzijde vindt plaats met de rechter 'ATB-opneemspoel'. Omdat ATB-EG-treinapparatuur met een beperkte aanpassing geschikt gemaakt kon worden voor de ontvangst en verwerking van ATB Vv signalen kan ATB Vv ook gezien worden als aanvulling op ATB-EG.
Op basis van het ATB-plus-plus-ontwerp is door ProRail de definitieve opdracht voor realisatie van de uitbreiding van ATB-EG uiteindelijk verleend aan Alstom en Movares. Omdat NedTrain Consulting de aanduiding ATB-plus-plus inmiddels zelf als merknaam had geclaimd, is er een andere naam gekozen. Eerst was dit ATB-Enhanced; uiteindelijk werd gekozen voor ATB Verbeterde versie, afgekort ATB Vv. De opdracht aan Alstom en Movares omvatte de baanapparatuur en aanpassing van de ATB-treinapparatuur van Alstom plus de aanpassing van de oude ATB Fase 3-treinapparatuur. De overige ATB-leveranciers Bombardier (ATB-STM) en NedTrain Consulting (ATB-E) hebben ongeveer een jaar later opdracht gekregen voor aanpassing van de door hen geleverde ATB 'on-board' systemen. Volgens planning moest het systeem per 1 januari 2009 volledig in dienst zijn. Op dat moment waren alle ATB-E-systemen en een deel van de fase4-systemen van Alstom voorzien.

## Werkingswijze
ATB-Vv is een systeem waarbij bakens op drie vaste afstanden voor een stoptonend sein aangeven dat de trein een stoptonend sein nadert. De bakens zijn aan de buitenkant van de rechter rail gemonteerd, zodat het systeem richting afhankelijk is. De bakens zijn geplaatst op 120, 30 en 3 meter voor het sein. Als de trein te snel rijdt, grijpt de apparatuur in de trein in door de trein tot stilstand te brengen. Daarna kan de machinist ontgrendelen en verder rijden. Hierdoor is dus een heel bewuste handeling nodig om aan het stoptonende sein voorbij te rijden. Het systeem is echter niet failsafe, wat betekent dat een eventueel falen van het systeem niet automatisch leidt tot een veilige toestand. De treinapparatuur grijpt dus niet in als de ATB-Vv-baanapparatuur niet werkt.

### Technische benodigdheden in de trein

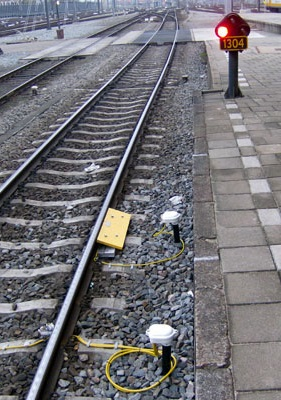
ATB-VV Baken langs de rails.

De verwerking van de toegevoegde signalen is bij ATB-Vv op verschillende manieren mogelijk:
- ten behoeve van ATB Fase 3 treinapparatuur met een apart kastje voor ATB-Vv dat gekoppeld wordt met het bestaande boordsysteem
- in een ATB Fase4 en nieuwere Alstom ATB systemen is slechts een software-aanpassing nodig
- in een ATB-E systeem is slechts een software-aanpassing nodig
- in een STM-ATB is slechts een software-aanpassing nodig

### Veranderde werkwijze voor machinisten
Machinisten moeten er nu rekening mee houden, dat hun remming tot aan de normale stopplaats bij een sein iets anders moet worden uitgevoerd. Dit om te voorkomen dat de ATB-Vv denkt, dat de trein het rode sein te snel nadert. Als dat het geval is, grijpt de ATB-Vv in en brengt de trein zo snel mogelijk tot stilstand. Dit geschiedt door middel van een snelremming. Een snelremming (een remming met maximale remkracht) is onaangenaam voor staande reizigers.

## Materieel voorzien van ATB Vv
Vrijwel alle in Nederland rijdende treinen zijn voorzien van ATB Vv. Het V250-materieel, bedoeld voor de Fyra-dienst, zou in de loop van 2013 van ATB Vv worden voorzien, maar deze treinstellen zijn in januari 2013 na technische problemen alle buiten dienst gesteld en ze zullen niet meer op het Nederlandse net worden ingezet.

## Voetnoten
1. ↑  Brief van de minister van Verkeer en Waterstaat. Veiligheid van het railvervoer Stukken Tweedekamer, vergaderjaar 2008/09, nr. 29 893-81) (27 april 2009). Gearchiveerd op 3 december 2020.
2. ↑  Bijlage "Onafhankelijk onderzoek STS-problematiek" bij brief van de minister van Verkeer en Waterstaat. Veiligheid van het railvervoer Stukken Tweedekamer, vergaderjaar 2009/10, nr. 29 893-103, bijlage 70918, p. 32, voetnoot (17 mei 2010). Gearchiveerd op 4 maart 2016. “Als ATB-Vv incidenteel/plaatselijk niet werkt, wordt er geen ingreep gedaan en kan de trein gewoon doorrijden.”
3. ↑  Beantwoording vragen n.a.v. VGR 31 HSL-Zuid[dode link], brief van staatssecretaris Mansveld van Infrastructuur en Milieu aan de Tweede Kamer der Staten-Generaal van 8 februari 2013